# Алекс Кессідіс
Александрос Міхел Бйорберг Кессідіс (швед. Alex Michel Bjurberg Kessidis; нар. 23 березня 1995,  Гессельбю, Стокгольм) — шведський борець греко-римського стилю греко-шведського походження, срібний призер чемпіонату світу, бронзовий призер чемпіонату Європи, бронзовий призер Європейських ігор, бронзовий призер Кубку світу, учасник Олімпійських ігор.

## Життєпис
Александрос народився і виріс у Швеції. Його батько — грек, а матір — шведка. Боротьбою почав займатися з 2000 року. Його батько, дядько та дід — усі були борцями. Старший брат Лаократіс теж борець. Він з 2006 року виступає за збірну Греції. Найкращим результатом Лаократіса стало чемпіонство на Середземноморському чемпіонаті з боротьби у 2015 році та бронза на цих же змаганнях у 2012. У 2010 році Александрос виступив за кадетську збірну Греції на чемпіонаті Європи, де посів п'яте місце. З 2015 року почав виступи під прапором Швеції. У 2016 році здобув срібну медаль чемпіонату Європи серед молоді, а наступного року на цих же змаганнях став чемпіоном.
Виступає за борцівський клуб AIK Brottning. Тренери — Джиммі Самуельссон (з 2014), Давід Свієрад (з 2004).

## Спортивні результати на міжнародних змаганнях

### Виступи на Олімпіадах
| Змагання                    | Збірна | Вагова категорія                 | Місце |
| --------------------------- | ------ | -------------------------------- | ----- |
| Літні Олімпійські ігри 2020 | Швеція | греко-римська боротьба, до 77 кг | 11    |

### Виступи на Чемпіонатах світу
| Змагання                        | Збірна | Вагова категорія                 | Місце  |
| ------------------------------- | ------ | -------------------------------- | ------ |
| Чемпіонат світу з боротьби 2016 | Швеція | греко-римська боротьба, до 80 кг | 11     |
| Чемпіонат світу з боротьби 2017 | Швеція | греко-римська боротьба, до 80 кг | 9      |
| Чемпіонат світу з боротьби 2018 | Швеція | греко-римська боротьба, до 77 кг | 5      |
| Чемпіонат світу з боротьби 2019 | Швеція | греко-римська боротьба, до 77 кг | Срібло |
| Чемпіонат світу з боротьби 2021 | Швеція | греко-римська боротьба, до 82 кг | 5      |
| Чемпіонат світу з боротьби 2022 | Швеція | греко-римська боротьба, до 87 кг | 5      |
| Чемпіонат світу з боротьби 2023 | Швеція | греко-римська боротьба, до 87 кг | 7      |

### Виступи на Чемпіонатах Європи
| Змагання                         | Збірна | Вагова категорія                 | Місце  |
| -------------------------------- | ------ | -------------------------------- | ------ |
| Чемпіонат Європи з боротьби 2018 | Швеція | греко-римська боротьба, до 77 кг | 5      |
| Чемпіонат Європи з боротьби 2019 | Швеція | греко-римська боротьба, до 77 кг | 9      |
| Чемпіонат Європи з боротьби 2020 | Швеція | греко-римська боротьба, до 77 кг | Бронза |
| Чемпіонат Європи з боротьби 2021 | Швеція | греко-римська боротьба, до 82 кг | 10     |
| Чемпіонат Європи з боротьби 2023 | Швеція | греко-римська боротьба, до 87 кг | 10     |
| Чемпіонат Європи з боротьби 2024 | Швеція | греко-римська боротьба, до 87 кг | 5      |

### Виступи на Європейських іграх
| Змагання              | Збірна | Вагова категорія                 | Місце  |
| --------------------- | ------ | -------------------------------- | ------ |
| Європейські ігри 2019 | Швеція | греко-римська боротьба, до 77 кг | Бронза |

### Виступи на Кубках світу
| Змагання                    | Збірна | Вагова категорія | Місце  |
| --------------------------- | ------ | ---------------- | ------ |
| Кубок світу з боротьби 2022 | Швеція | команда          | Бронза |

### Виступи на Північних чемпіонатах
| Змагання                            | Збірна | Вагова категорія                 | Місце  |
| ----------------------------------- | ------ | -------------------------------- | ------ |
| Північний чемпіонат з боротьби 2016 | Швеція | греко-римська боротьба, до 80 кг | Золото |
| Північний чемпіонат з боротьби 2017 | Швеція | греко-римська боротьба, до 80 кг | Золото |

### Виступи на інших змаганнях
| Змагання                                                      | Збірна | Вагова категорія                 | Місце  |
| ------------------------------------------------------------- | ------ | -------------------------------- | ------ |
| Відкритий чемпіонат Стокгольма з боротьби 2014                | Швеція | греко-римська боротьба, до 71 кг | 11     |
| Кубок Арво Хаавісто 2015                                      | Швеція | греко-римська боротьба, до 75 кг | Золото |
| Кубок Хапаранди з боротьби 2015                               | Швеція | греко-римська боротьба, до 75 кг | Бронза |
| Тор Мастерс 2016                                              | Швеція | греко-римська боротьба, до 80 кг | 10     |
| Гран-прі Німеччини з боротьби 2016                            | Швеція | греко-римська боротьба, до 80 кг | 5      |
| Кубок Хапаранди з боротьби 2016                               | Швеція | греко-римська боротьба, до 80 кг | Срібло |
| Гран-прі Парижа з боротьби 2017                               | Швеція | греко-римська боротьба, до 80 кг | Бронза |
| Тор Мастерс 2017                                              | Швеція | греко-римська боротьба, до 80 кг | Бронза |
| Кубок Владислава Пітласинські 2017                            | Швеція | греко-римська боротьба, до 80 кг | Золото |
| Тор Мастерс 2018                                              | Швеція | греко-римська боротьба, до 77 кг | 6      |
| Меморіал Кристьяна Палусалу 2018                              | Швеція | греко-римська боротьба, до 77 кг | Срібло |
| Кубок Владислава Пітласинські 2018                            | Швеція | греко-римська боротьба, до 77 кг | Бронза |
| Гран-прі Угорщини з боротьби 2019                             | Швеція | греко-римська боротьба, до 82 кг | 8      |
| Гран-прі Німеччини з боротьби 2019                            | Швеція | греко-римська боротьба, до 77 кг | Бронза |
| Тор Мастерс 2020                                              | Швеція | греко-римська боротьба, до 82 кг | Срібло |
| Відкритий чемпіонат Загреба з боротьби 2020                   | Швеція | греко-римська боротьба, до 82 кг | Бронза |
| Гран-прі Загреба з боротьби 2021                              | Швеція | греко-римська боротьба, до 82 кг | Золото |
| Кубок Владислава Пітласинські 2021                            | Швеція | греко-римська боротьба, до 82 кг | Бронза |
| Відкритий чемпіонат Загреба з боротьби 2022                   | Швеція | греко-римська боротьба, до 87 кг | 7      |
| Меморіал Маттео Пелліконе 2022                                | Швеція | греко-римська боротьба, до 87 кг | 5      |
| Кубок Владислава Пітласинські 2022                            | Швеція | греко-римська боротьба, до 87 кг | 5      |
| Гран-прі Німеччини з боротьби 2022                            | Швеція | греко-римська боротьба, до 87 кг | Бронза |
| Турнір Ібрагіма Мустафи 2023                                  | Швеція | греко-римська боротьба, до 87 кг | Бронза |
| Тор Мастерс 2023                                              | Швеція | греко-римська боротьба, до 87 кг | 13     |
| Кубок Друскінінкая 2023                                       | Швеція | греко-римська боротьба, до 97 кг | Срібло |
| Меморіал Імре Поляка та Яноша Варги 2023                      | Швеція | греко-римська боротьба, до 87 кг | Бронза |
| Гран-прі Німеччини з боротьби 2023                            | Швеція | греко-римська боротьба, до 87 кг | Золото |
| Кубок Арво Хаавісто 2023                                      | Швеція | греко-римська боротьба, до 87 кг | Золото |
| Відкритий чемпіонат Загреба з боротьби 2024                   | Швеція | греко-римська боротьба, до 87 кг | 18     |
| Олімпійський кваліфікаційний турнір з боротьби 2024 (Баку)    | Швеція | греко-римська боротьба, до 87 кг | 15     |
| Олімпійський кваліфікаційний турнір з боротьби 2024 (Стамбул) | Швеція | греко-римська боротьба, до 87 кг | 5      |

### Виступи на змаганнях молодших вікових груп
| Змагання                                          | Збірна | Вагова категорія                 | Місце  |
| ------------------------------------------------- | ------ | -------------------------------- | ------ |
| Чемпіонат Європи з боротьби серед молоді 2016     | Швеція | греко-римська боротьба, до 75 кг | Срібло |
| Чемпіонат Європи з боротьби серед молоді 2017     | Швеція | греко-римська боротьба, до 80 кг | Золото |
| Чемпіонат світу з боротьби серед молоді 2017      | Швеція | греко-римська боротьба, до 80 кг | 5      |
| Північний чемпіонат з боротьби серед юніорів 2015 | Швеція | греко-римська боротьба, до 74 кг | Срібло |
| Чемпіонат Європи з боротьби серед юніорів 2015    | Швеція | греко-римська боротьба, до 74 кг | 9      |
| Чемпіонат світу з боротьби серед юніорів 2015     | Швеція | греко-римська боротьба, до 74 кг | 5      |
| Чемпіонат Європи з боротьби серед кадетів 2010    | Греція | греко-римська боротьба, до 46 кг | 5      |